# Real Man
Real Man – drugi singel Lexington Bridge ze współpracą z raperem Snoop Doggiem. Utwór pochodzi z debiutanckiej płyty The Vibe. Wydany 12 października 2007